# Роланда Хууч
Мадам Роланда Хууч е измислена героиня на Джоан Роулинг от поредицата Хари Потър. Тя е единственият преподавател по куидич в училището за магия и вълшебство Хогуортс, както и единственият съдия на турнирите по куидич, между четирите домове. Куидичът е задължителен учебен предмет само през първата учебна година, а след това могат да играят само най-добррите и тези, които са показали пред мадам Хууч, че се справят добре.

### Споменаване в книгите от поредицата
За първи път името на мадам Хууч се споменава в първата част от поредицата, когато Хари, Рон, Хърмаяни и техните съученици за първи път излизат на стадиона пред замъка и трябва да се учат да летят с метла. Мадам Хууч е споменавана и в останалите шест части от поредицата, винаги когато има турнир за Купата на домовете и тя е съдия на турнира.